# Awliscombe
Awliscombe – wieś w Anglii, w hrabstwie Devon, w dystrykcie East Devon.